# Abanchogastra hawaiiensis
Abanchogastra hawaiiensis är en stekelart som först beskrevs av William Harris Ashmead 1901.  Abanchogastra hawaiiensis ingår i släktet Abanchogastra och familjen brokparasitsteklar. Inga underarter finns listade i Catalogue of Life.